# مالک مالا
مالک مالا (به انگلیسی: Malak Mala) یک منطقهٔ مسکونی در پاکستان است که در ناحیه اتک واقع شده‌است. مالک مالا ۳۱۴ متر بالاتر از سطح دریا واقع شده‌است.